# Montpeirós (Erau)
Mont Peirós (en francès Montpeyroux) és un municipi occità del Llenguadoc, situat al departament de l'Erau i a la regió d'Occitània.